# Єкімеуць
Єкімеуць (рум. Echimăuți) — село у Резинському районі Молдови. Утворює окрему комуну.

## Населення
За даними перепису населення 2004 року у селі проживали 2247 осіб.
Національний склад населення села:
| Національність       | Кількість осіб | Відсоток     |
| -------------------- | -------------- | ------------ |
| молдавани румуни     | 2210 20        | 98,4 % 0,9 % |
| українці             | 9              | 0,4 %        |
| росіяни              | 4              | 0,2 %        |
| гагаузи              | 1              | < 0,1 %      |
| інша / без відповіді | 3              | 0,1 %        |
| Всього               | 2247           | 100 %        |

## Пам'ятки
Біля села найдене Екімоуцкое городище 9-го ст. — першої половини 11 ст. у південній Бессарабії (сьогодні Резінський район, Республіка Молдова), яке заселяло слов'янське плем'я тиверців. Його спалили кочовики, на що вказують скелети та зброя давньо-руського та кочовничого типу. Городище було оточене ровом і валом, на внутрішньому схилі якого були розташовані житла і майстерні ковалів та ювелірів. Знайдено багато знарядь праці та готових виробів, а також привізні предмети з Візантії і Середньої Азії. Основним заняттям населення було хліборобство і ремесла.